# Anemone obtusiloba
Anemone obtusiloba är en ranunkelväxtart. Anemone obtusiloba ingår i släktet sippor, och familjen ranunkelväxter.

## Underarter
Arten delas in i följande underarter:
- A. o. megaphylla
- A. o. nepalensis
- A. o. obtusiloba
- A. o. leiocarpa
- A. o. leiophylla
- A. o. leiovaria

## Bildgalleri

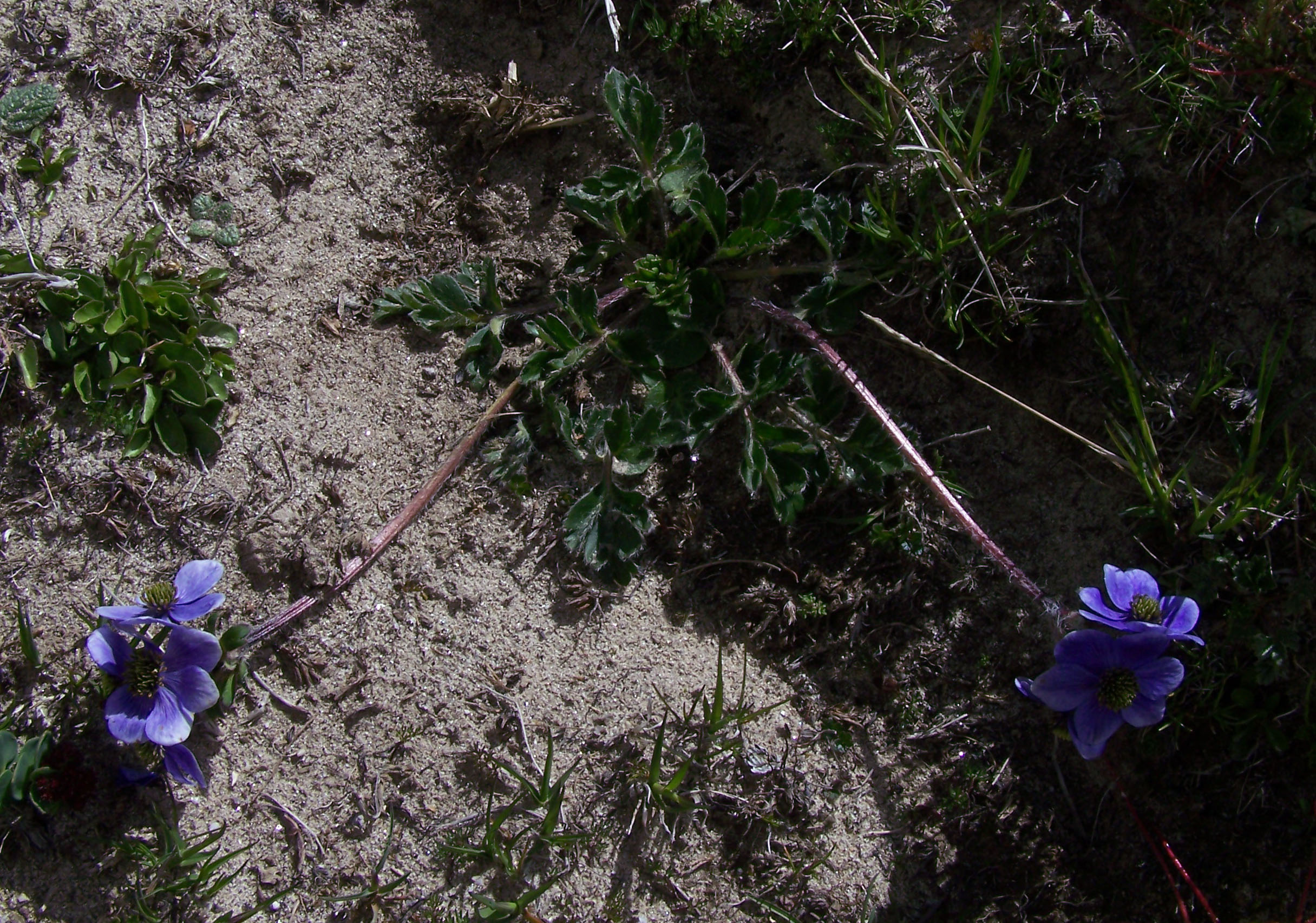